# سد چری
سد چری شهرستان فاروج در نزدیکی روستای چری و 10 کیلومتری جنوب شرق شهر فاروج استان خراسان شمالی قرار دارد. این سد بر روی رودخانه فصلی گرماب قرار دارد.
این سد با هدف مهار سیلاب و توسعه و بهبود زمینهای کشاورزی در سال ۱۳۷۶ به بهره‌برداری رسید.

## مشخصات سد
سد چری از نوع خاکی با هسته رسی در فاصله سالهای ۱۳۷۶–۱۳۷۱ ساخته شد. حجم مخزن سد ۳٫۶ میلیون متر مکعب و حجم آب قابل تنظیم سالانه آن ۶ میلیون متر مکعب می‌باشد. سد تاجی به عرض ۸ متر، طول تاجی به طول ۴۰۴ متر و ارتفاع ۳۰٫۵ متر از کف رودخانه و ۴۲٫۵ متر ارتفاع از پی دارد. سرریز سد از نوع آزاد، لبه پهن جانبی با ظرفیت ۲۴۸٫۴۲ متر مکعب در ثانیه می‌باشد. .

## مصرف آب و شبکه آبیاری سد
شبکه آبیاری و زهکشی زمین‌های پایین دست این سد ۱۱۰۰ هکتار زمین کشاورزی را پوشش می‌دهد و ۸۶۰۰ متر طول دارد.
پیش‌تر آب رودخانه چری با نهرهای سنتی به کشتزارها منتقل و زمین‌ها به روش غرقابی آبیاری می‌شد که بازده آبیاری از ۳۵٪ فراتر نمی‌رفت اما با بهره‌برداری از شبکه آبیاری و زهکشی زمینهای پایاب سد چری، بازده آبیاری تا ۹۰ درصد افزایش خواهد یافت.
در خشکسالی ۱۳۹۳ که سد چری خشک شد بسیاری از باغ‌ها و مزارع دچار آسیب و خشکی شدند.

## نگارخانه

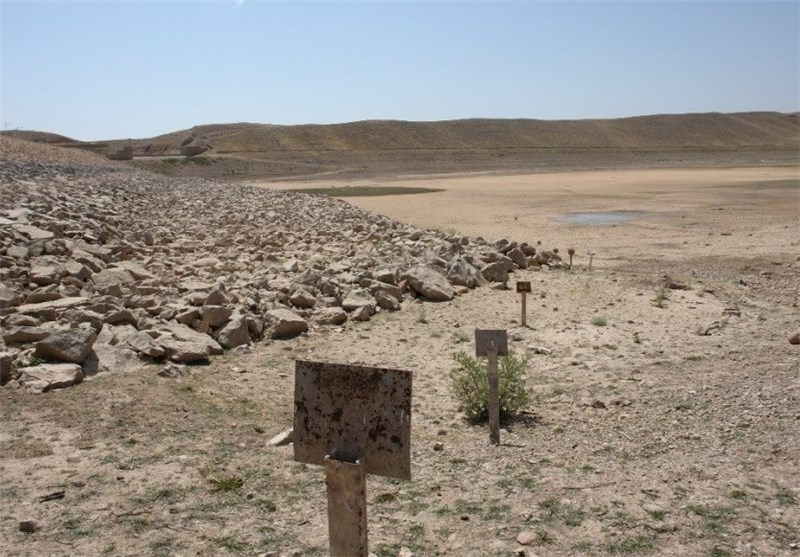
خشک شدن سد سال ۱۳۹۳
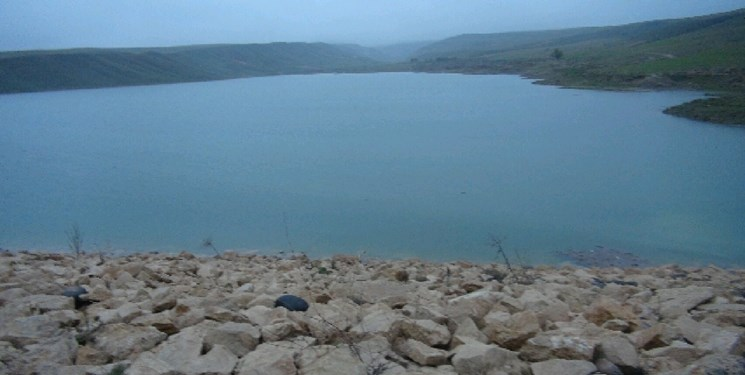
سرریز شدن سد سال ۱۳۹۹ و ۱۳۹۸